# Amata frustulenta
Amata frustulenta là một loài bướm đêm thuộc phân họ Arctiinae, họ Erebidae.